# 马里联邦
马里联邦（阿拉伯语：اتحاد مالي）是1959年4月4日至1960年8月20日存在于西非的一个联邦共和国。

## 背景
在第二次世界大戰後，法屬西非殖民地開始大力推動增強自治，以及重新定義與法國的殖民關係。法國在1958年的五月政變之後，法屬西非殖民地被賦予投票權，能夠決定要立即獨立，或是加入重新組織的法蘭西共同體（这一安排将给予殖民地一定程度的自决权，同时保持与法国的关系）。當時的投票結果，只有幾內亞投票贊成全面獨立，而法屬西非的其他殖民地投票加入法蘭西共同體。
在1958年決定獨立問題的選舉中，兩個主要政黨將西非國家分裂為：非洲民主聯盟（法語：Rassemblement Démocratique Africain，通稱RDA）和非洲再組黨（通稱PRA）。两个党派在独立问题和与法国的关系问题上相互斗争。非洲民主联盟是几内亚和法屬象牙海岸、法屬苏丹的执政党，而非洲再組黨则是塞内加尔的执政党，并在非洲许多国家拥有多數席位。這兩個政黨還參與了法属上沃尔特、尼日和法屬達荷美的聯合政府。為了該地區政治未來的形成，非洲民主聯盟和非洲再組黨經常發生衝突，而毛里塔尼亞通常成為打破僵局的中立方。該年度的選舉同時顯示了政黨內部的分歧：来自法属苏丹的莫迪博·凯塔，和来自塞内加尔的杜杜·盖耶（Doudou Gueye）主张建立主要联邦，将法国和殖民地纳入统一体系，而来自象牙海岸的费利克斯·乌弗埃-博瓦尼则否定了这一主张。由於各自的主張導致形成非常嚴重的僵局，以至於官方聲明該會議從未舉行。
1959年4月4日，法属苏丹和塞内加尔两个自治共和国决定在法兰西共同体内结成联邦，首都设在达喀尔，总统由莫迪博·凯塔担任，以古代马里帝国的名称命名为“马里联邦”。1960年6月20日，该国宣布完全独立。但是不久之后，塞内加尔和苏丹就因为是否应当退出法兰西共同体出现政治分歧。8月20日，塞内加尔宣布退出马里联邦，保留在法兰西共同体内。苏丹则保留了“马里”这个名称，并于次月宣布退出法兰西共同体。